# Cerapachys kenyensis
Cerapachys kenyensis är en myrart som beskrevs av Mario Consani 1951. Cerapachys kenyensis ingår i släktet Cerapachys och familjen myror. Inga underarter finns listade i Catalogue of Life.

## Bildgalleri

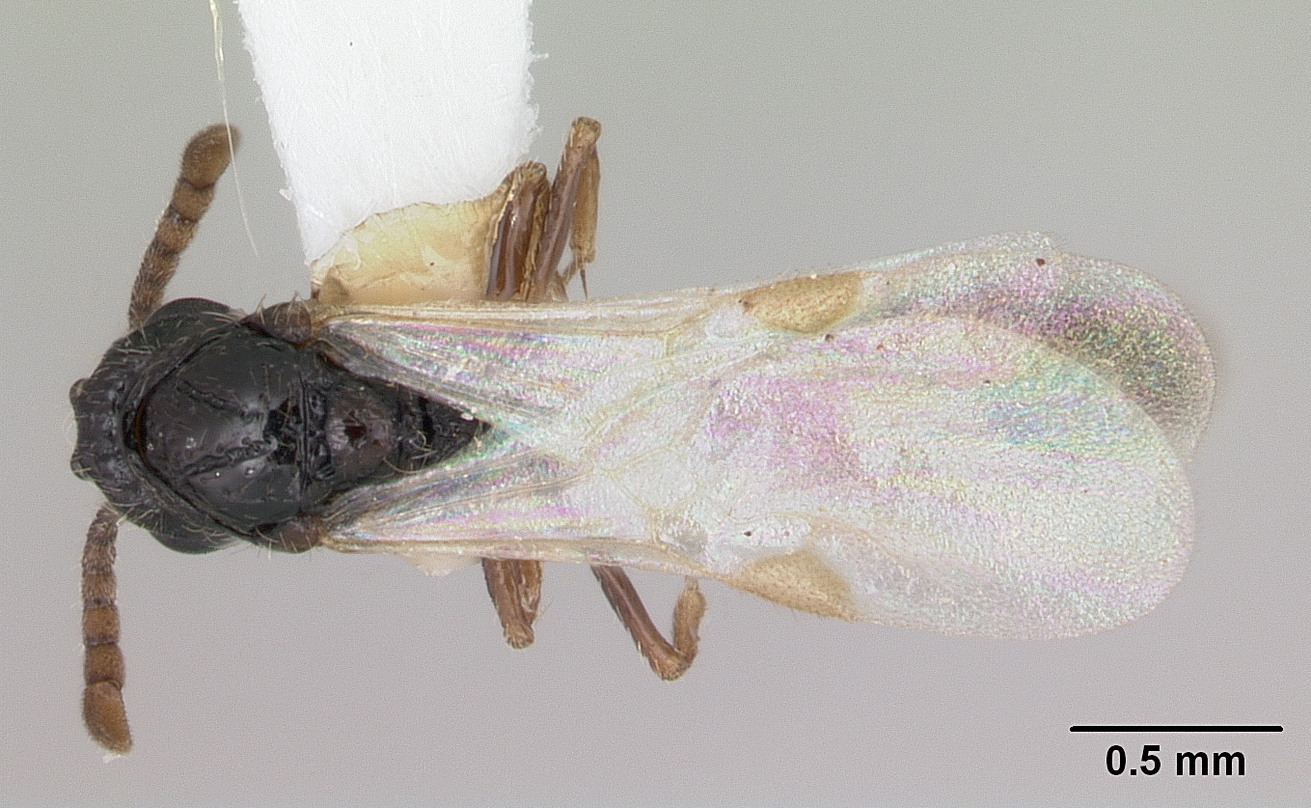
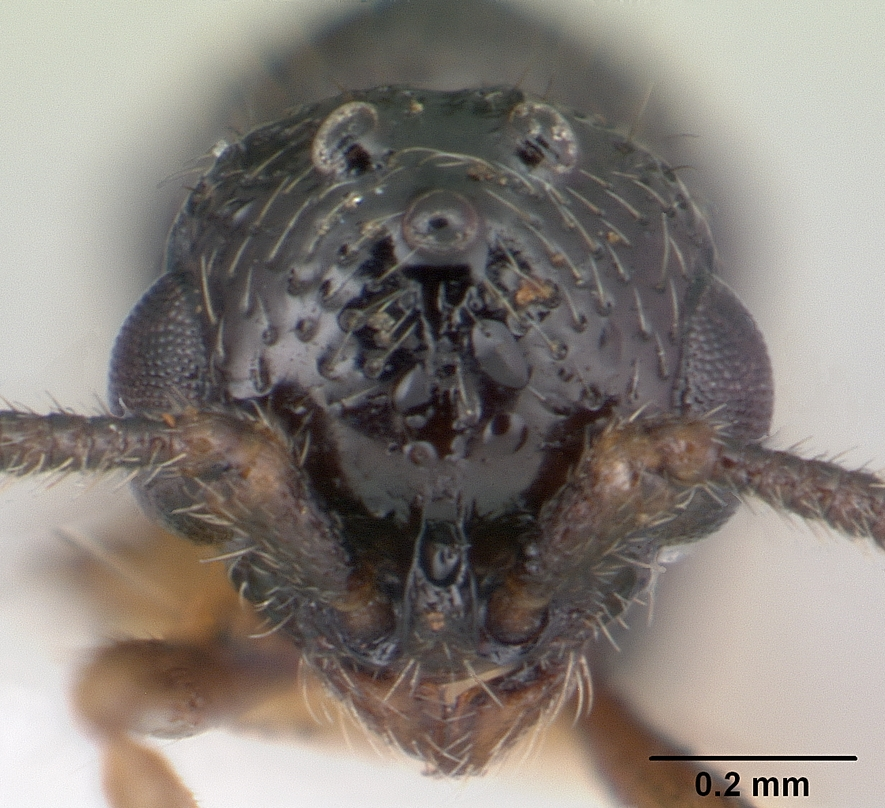
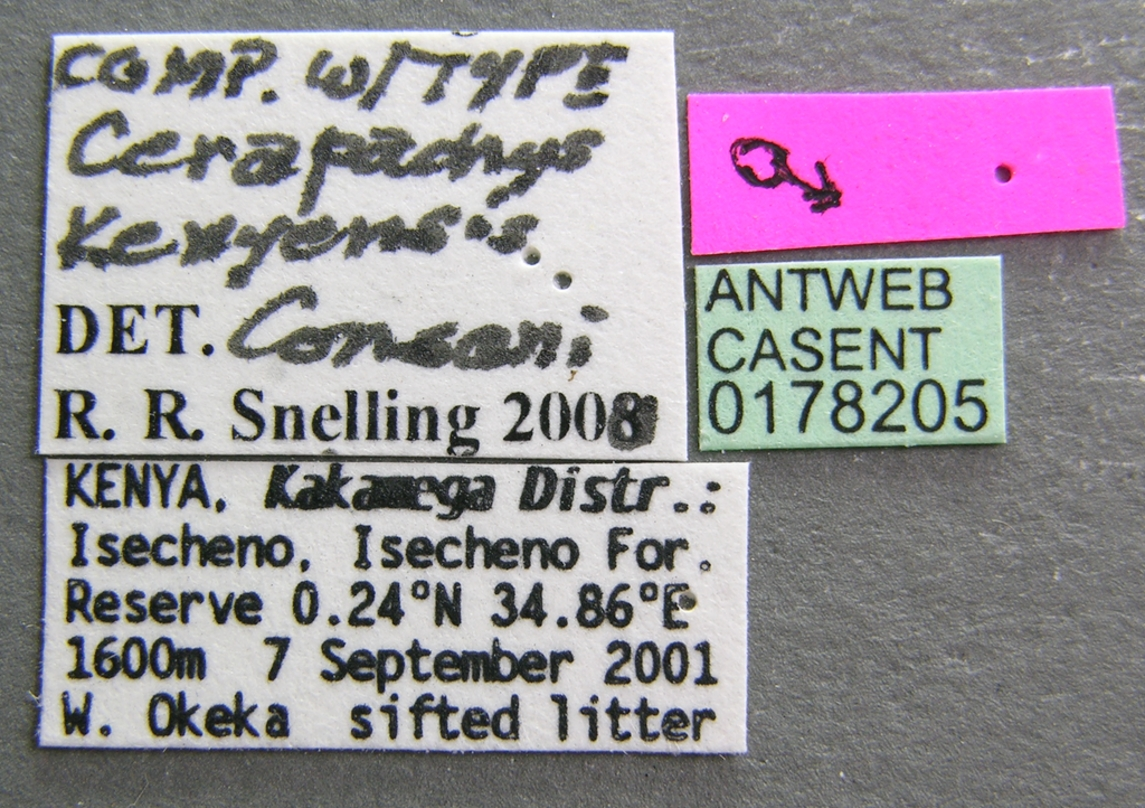
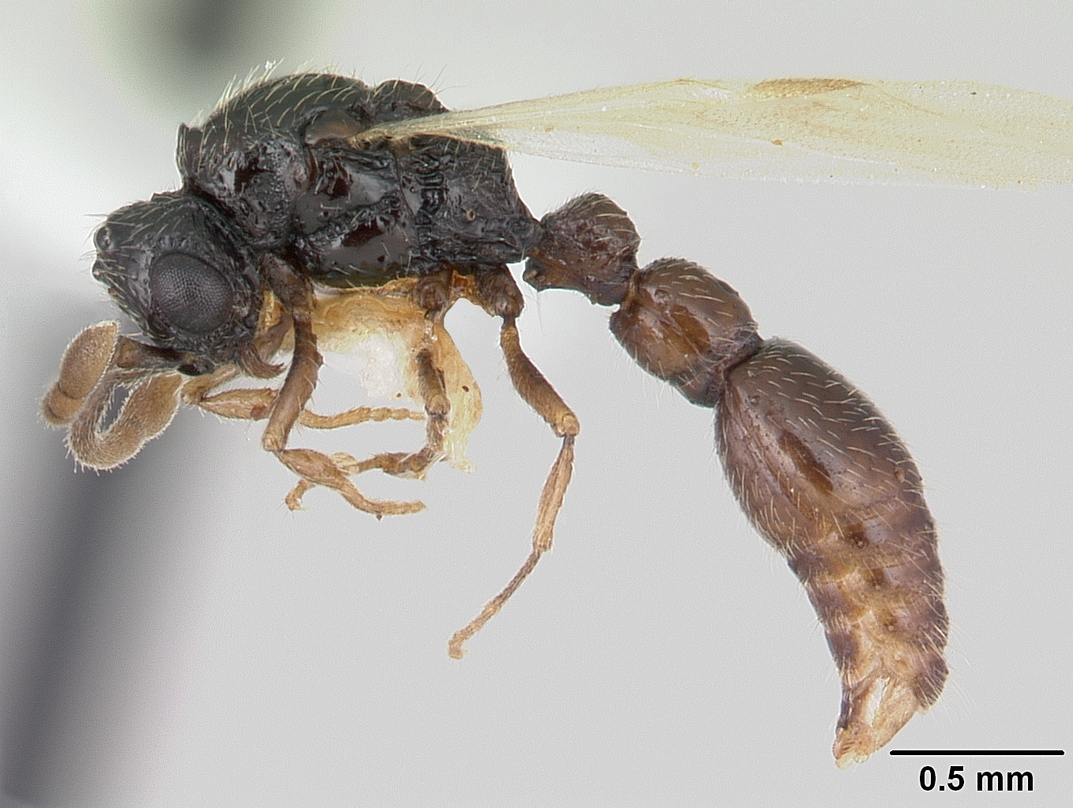
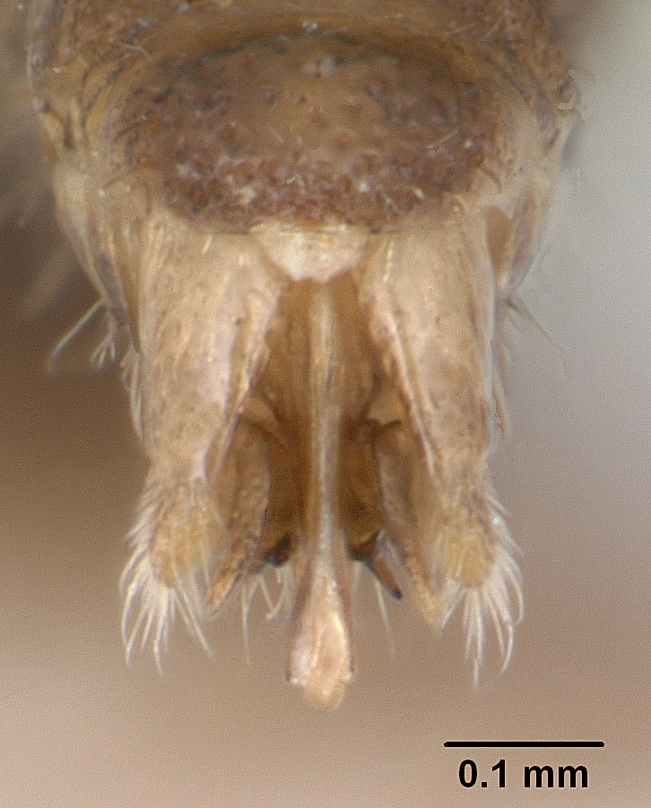
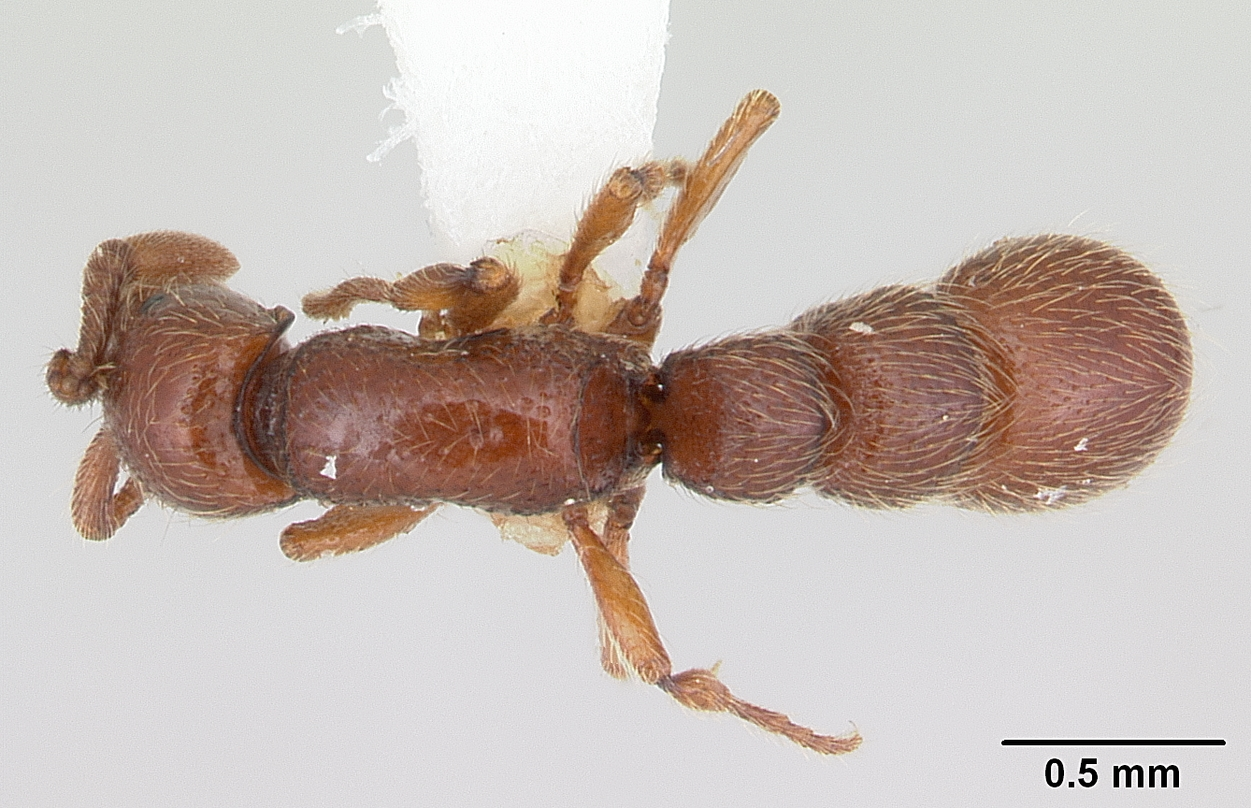